# Mario Kopić
Mario Kopić, né le 13 mars 1965 à Dubrovnik (en ex-Yougoslavie, aujourd'hui en Croatie), est un philosophe, essayiste et traducteur.

## Biographie
Mario Kopić a fait des études de la philosophie et de la littérature comparée à l'université de Zagreb. Il a continué les études de la phénoménologie et l'anthropologie à l'université de Ljubljana, puis de  l'histoire des idées à l'Institut Friedrich Meinecke à l'université libre de Berlin (sous la direction d'Ernst Nolte) et de la religion comparée et l'anthropologie religieuse  à l'université La Sapienza de Rome (sous la direction d'Ida Magli).
Le travail philosophique de Mario Kopić est sous l'influence de l'approche philosophique italienne connue comme la pensée 'faible', de la pensée politique de Hannah Arendt et de la pensée politique-éthique de  Jacques Derrida,. Les principaux intérêts de Kopić sont l'histoire des idées, la philosophie de l'art, la philosophie de la culture, la phénoménologie et la philosophie de la religion. Pour Kopić, nul d'entre nous n'a choisi l'époque ni l'existence. La destinée est ici toute-puissante. Le Sujet (le Maître Absolu) qui veut la prendre en mains (pour lui-même et les autres) accapare de façon sacrilège un territoire ou il n'a pas sa place en tant qu'homme, en tant qu'être mortel ayant une fin. Nous pouvons nous faire beaucoup de mal les uns aux autres et il est peu d'erreurs que l'on puisse réparer. Il convient donc de s'arrêter pendant qu'il est (encore) temps: céder sur son désir.
Kopić est membre du Comité scientifique du réseau scientifique TERRA.
Il a écrit des préfaces aux traductions en slovène des œuvres d'Emil Cioran, Bruno Étienne et Bruno Latour.
Kopić a traduit plusieurs œuvres et textes de philosophes français en croate : Derrida, Foucault, Levinas, Blanchot, Nancy, Ricœur, Sarah Kofman et Cioran.
La traduction croate par Mario Kopić du poème philosophique Ainsi parlait Zarathoustra de Nietzsche  a été publié à Zagreb en 2009.

## Œuvres
- L'art et la philosophie (Filozofija i umjetnost (ed.)), Delo 11-12 /1990, Belgrade 1990.
- La tentation des marges du sens (Iskušavanje rubova smisla: pabirci iz estetike), Dubrovnik 1991.
- Avec Nietzsche sur l'Europe (S Nietzscheom o Europi), Zagreb 2001  (ISBN 953-222-016-X).
- Nietzsche et Evola: la pensée comme destinée (Nietzsche e Evola: il pensiero come destino), Rome 2001.
- Le procès contre l'Occident (Proces Zapadu), Dubrovnik 2003  (ISBN 953-7089-02-9).
- Les défis de la post-métaphysique (Izazovi post-metafizike), Sremski Karlovci - Novi Sad 2007  (ISBN 978-86-7543-120-6).
- La blessure inguérissable du monde (Nezacjeljiva rana svijeta), Zagreb 2007  (ISBN 978-953-249-035-0).
- Vattimo: Livre de lecture (Gianni Vattimo: Čitanka (ed.)), Zagreb 2008  (ISBN 978-953-249-061-9).
- Dušan Pirjevec: La mort et le néant (Dušan Pirjevec: Smrt i niština (ed.)), Zagreb 2009  (ISBN 978-953-225-124-1).
- Sextant. Esquisses sur les fondements spirituels du monde (Sekstant. Skice o duhovnim temeljima svijeta), Belgrade 2010  (ISBN 978-86-519-0449-6).
- Les battements des autres (Otkucaji drugoga), Belgrade 2013  (ISBN 978-86-519-1721-2).
- Fenêtres. Essais sur l'art (Prozori. Ogledi o umjetnosti), Dubrovnik 2015  (ISBN 978-953-7835-24-8).
- Les ténèbres dans la pupille de soleil. Essais philosophiques (Tama u zjenici sunca. Filozofski ogledi), Dubrovnik 2018  (ISBN 978-953-7835-43-9).
- Le désir et la tendance (Žudnja i stremljenje), Zagreb 2018  (ISBN 978-953-341-117-0).
- Contre l'évidence (Protiv samorazumljivosti), avec Vedran Salvia, Dubrovnik 2020  (ISBN 978-953-7835-57-6).
- L'outre-monde selon Dante (Prekogroblje po Danteu), Zagreb 2021  (ISBN 978-953-341-219-1).
- Le regard incurable du mot (Neizlječivi pogled riječi), Dubrovnik 2023  (ISBN 978-953-7835-74-3)
- Études sur l'amour et la mort. Platon, Dante, Dostoïevski, Derrida. (Etide o ljubavi i smrti. Platon, Dante, Dostojevski, Derrida), Belgrade 2023  (ISBN 978-86-80640-79-2)
- Retour à l'émerveillement (Povratište čuđenju), Belgrade 2024  (ISBN 978-86-80640-98-3)
- Incidents (Usputice), Dubrovnik 2025  (ISBN 978-953-7835-84-2)